# 大相撲平成21年7月場所
大相撲平成21年7月場所（おおずもうへいせい21ねん7がつばしょ）は、2009年7月12日から7月26日まで愛知県体育館で開催された大相撲本場所。
幕内最高優勝は横綱・白鵬翔（14勝1敗・11回目）。

## 場所前の話題など
先場所初優勝した大関・日馬富士にとって、綱獲り挑戦の場所となった。

## 番付・星取表
| 東       | 成績      | 結果   | 番付   | 西       | 成績    | 結果 |
| -------- | --------- | ------ | ------ | -------- | ------- | ---- |
| 白鵬     | 14勝1敗   | 優勝   | 横綱   | 朝青龍   | 10勝5敗 |      |
| 日馬富士 | 9勝6敗    |        | 大関   | 琴欧洲   | 13勝2敗 |      |
| 魁皇     | 8勝7敗    |        | 大関   | 琴光喜   | 12勝3敗 |      |
| 千代大海 | 8勝7敗    |        | 大関   |          |         |      |
| 鶴竜     | 5勝10敗   |        | 関脇   | 稀勢の里 | 9勝6敗  |      |
| 旭天鵬   | 6勝9敗    |        | 小結   | 琴奨菊   | 8勝7敗  |      |
| 阿覧     | 4勝11敗   |        | 前頭1  | 豪栄道   | 5勝10敗 |      |
| 栃煌山   | 2勝13敗   |        | 前頭2  | 豊響     | 3勝12敗 |      |
| 岩木山   | 5勝10敗   |        | 前頭3  | 把瑠都   | 11勝4敗 |      |
| 雅山     | 8勝7敗    |        | 前頭4  | 高見盛   | 6勝9敗  |      |
| 安美錦   | 11勝4敗   | 技能賞 | 前頭5  | 栃ノ心   | 9勝6敗  |      |
| 武州山   | 5勝10敗   |        | 前頭6  | 玉乃島   | 9勝6敗  |      |
| 豊ノ島   | 8勝7敗    |        | 前頭7  | 猛虎浪   | 6勝9敗  |      |
| 黒海     | 5勝10敗   |        | 前頭8  | 垣添     | 6勝9敗  |      |
| 豪風     | 8勝7敗    |        | 前頭9  | 栃乃洋   | 6勝9敗  |      |
| 翔天狼   | 11勝4敗   | 敢闘賞 | 前頭10 | 時天空   | 9勝6敗  |      |
| 山本山   | 4勝7敗4休 |        | 前頭11 | 玉鷲     | 5勝10敗 |      |
| 朝赤龍   | 9勝6敗    |        | 前頭12 | 嘉風     | 6勝9敗  |      |
| 普天王   | 6勝9敗    |        | 前頭13 | 出島     | 2勝10敗 | 引退 |
| 霜鳳     | 9勝6敗    |        | 前頭14 | 土佐豊   | 8勝7敗  |      |
| 豊真将   | 10勝5敗   |        | 前頭15 | 春日王   | 8勝7敗  |      |
| 若荒雄   | 4勝11敗   |        | 前頭16 |          |         |      |

## 優勝争い
5月場所を制し綱取りに挑んだ日馬富士は3日目に小結琴奨菊、5日目には平幕の阿覧に敗れ2敗となり、早くも優勝の目が遠のいてしまう。7日目時点での優勝争いのトップは白鵬と朝青龍の両横綱、そして大関琴欧洲が全勝で並び、さらにご当地大関の琴光喜が1敗で3人を追いかける形となった。
朝青龍は中日に関脇稀勢の里に敗れて土が着いた後、千代大海と魁皇の2大関にも相次いで敗れて大崩れ。琴欧洲も11日目に千代大海に敗れ1敗。単独トップとなった白鵬はその3番後に未だ1敗を守る琴光喜と対戦。これを琴光喜が制し、この時点で白鵬と佐渡ヶ嶽部屋の両大関の3人が1敗で並ぶという展開となった。
場所終盤、琴光喜は白鵬に土を着けた翌日に朝青龍と対戦するが、寄り切られて2敗。翌13日目にも平幕の安美錦に痛恨の3敗目を喫して優勝戦線から大きく後退。その13日目の結びには白鵬と琴欧洲の1敗同士の大一番。これを白鵬が制して優勝に大きく前進した。1敗白鵬、2敗琴欧洲のまま千秋楽を迎え、琴欧洲は日馬富士を下して優勝の望みを繋ぐものの、結びは白鵬が朝青龍との巻き替えの攻防を制して、2場所ぶり11回目の幕内最高優勝を決定した。琴欧洲は13勝2敗の優勝次点。綱取りが懸かっていた日馬富士は13日目からの横綱大関戦3連敗で結局9勝6敗に終わってしまい、綱取りは振り出しに戻ることとなった。

## 各段優勝・三賞
- 幕内最高優勝　白鵬　14勝1敗（11回目）
  - 殊勲賞：該当者なし
  - 敢闘賞：翔天狼（初）
  - 技能賞：安美錦（4回目）
- 十両優勝　若の里　14勝1敗
- 幕下優勝　深尾　6勝1敗
- 三段目優勝　宝富士　7戦全勝
- 序二段優勝　栃飛龍　7戦全勝
- 序ノ口優勝　相坂　7戦全勝

## トピック
- 大関・日馬富士にとっては横綱挑戦の場所であったが、序盤で2敗を喫し、13日目の朝青龍戦では大技の櫓投げで敗れ、9勝6敗に終わり綱獲りはならなかった。
- 元大関・出島が幕内下位で大負けし、この場所を最後に現役を引退した。